# بنگت هولمستروم

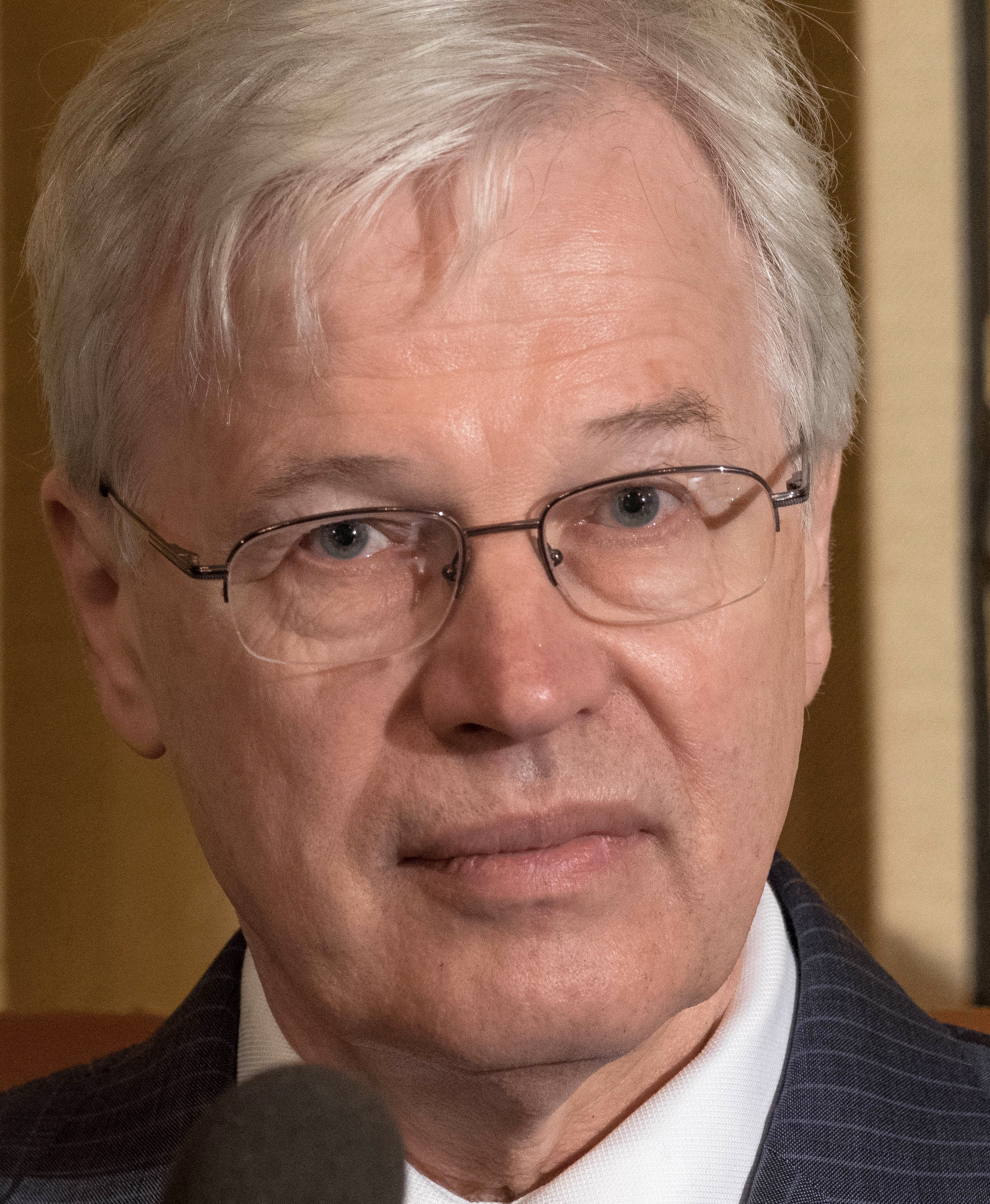
بنیت هولسوم در سالی که نوبل اقتصاد را برد ۲۰۱۶

بنیت روبرت هولمستروم (به فنلاندی: Bengt Robert Holmström؛ زادهٔ ۱۸ آوریل ۱۹۴۹) اقتصاددان فنلاندی و استاد اقتصاد در مؤسسهٔ فناوری ماساچوست است. او همراه با اولیور هارت به خاطر کار بر روی نظریهٔ قرارداد برندهٔ جایزهٔ نوبل ۲۰۱۶ در زمینهٔ علم اقتصاد شد.